# Corguinho
Corguinho är en kommun i Brasilien.   Den ligger i delstaten Mato Grosso do Sul, i den södra delen av landet, 900 km sydväst om huvudstaden Brasília. Antalet invånare är 4 862.
Omgivningarna runt Corguinho är huvudsakligen savann. Trakten runt Corguinho är nära nog obefolkad, med mindre än två invånare per kvadratkilometer.